# Turnera ulmifolia
A espécie Turnera ulmifolia é uma planta da família Turneraceae, originária do México e das Índias Ocidentais. Recentemente, um estudo demonstrou que seus extratos etanólicos têm o potencial de modificar a resistência bacteriana, especificamente contra Staphylococcus aureus resistente à meticilina (SARM). A pesquisa indicou que a planta não só possui propriedades antimicrobianas, mas também pode potencializar a eficácia de antibióticos como gentamicina e kanamicina. Esse efeito ocorre ao interferir no sistema de efluxo das bactérias, facilitando a ação dos medicamentos e oferecendo uma alternativa promissora para combater infecções resistentes. 